# 파울 슈타이너
파울 슈타이너(독일어: Paul Steiner, 1957년 1월 23일, 바덴-뷔르템베르크 주 발트브룬 ~)는 독일의 전직 프로 축구 선수로, 주로 중앙 수비수로 활약한다.

## 클럽 경력
바덴-뷔르템베르크 주 발트브룬 출신인 슈타이너는 고향 슈트륌펠브룬에서 축구를 시작했다. 그는 1975년에 프로 무대 신고식을 치렀는데, 이후 2부 리그의 발트호프 만하임에서 4년을 보냈다.
슈타이너는 뒤스부르크와 쾰른 소속으로 349번의 분데스리가 경기에 출전했다. 그는 쾰른 소속으로 5시즌 동안 리그에서 상위 3개 구단에 올려놓았고, 1983년에는 DFB-포칼을 우승했고, 1985-86 시즌 UEFA컵에서는 결승까지 올랐지만 레알 마드리드에 밀려 준우승에 만족해야 했다.
34세에 축구화를 벗은 슈타이너는 쾰른의 라인 경쟁 구단 레버쿠젠에서 스카우트를 맡다가 친정 구단으로 복귀해 같은 보직을 맡았다.

## 국가대표팀 경력
슈타이너는 독일 국가대표팀 역사상 손꼽히는 최고령 선수로, 첫 출전 경기는 1990년 5월 30일, 겔젠키르헨의 파르크슈타디온에서 열린 덴마크와의 친선경기로, 이탈리아에서 진행될 1990년 월드컵을 앞두고 진행한 경기에서 교체로 출전했다. 그는 위어딩엔의 홀거 파흐를 제치고 월드컵 최종 명단에 깜짝 이름을 올렸는데, 그는 프란츠 베켄바워 감독이 클라우스 아우겐탈러를 대체할 후보 선수로 기용될 것으로 평가되었다.
슈타이너는 대회 후 차출되지 못했는데, 대회 본선에서 독일이 아르헨티나를 결승에서 이기고 정상에 올랐지만, 본선에서 1분도 출전하지 못했다.

## 사생활
슈타이너는 토크쇼에서 동성애자는 축구하기에 너무 "나약하다"고 발언한 것으로 논란이 되었다.